# XX Trobada mundial de peñas barcelonistas (escultura)

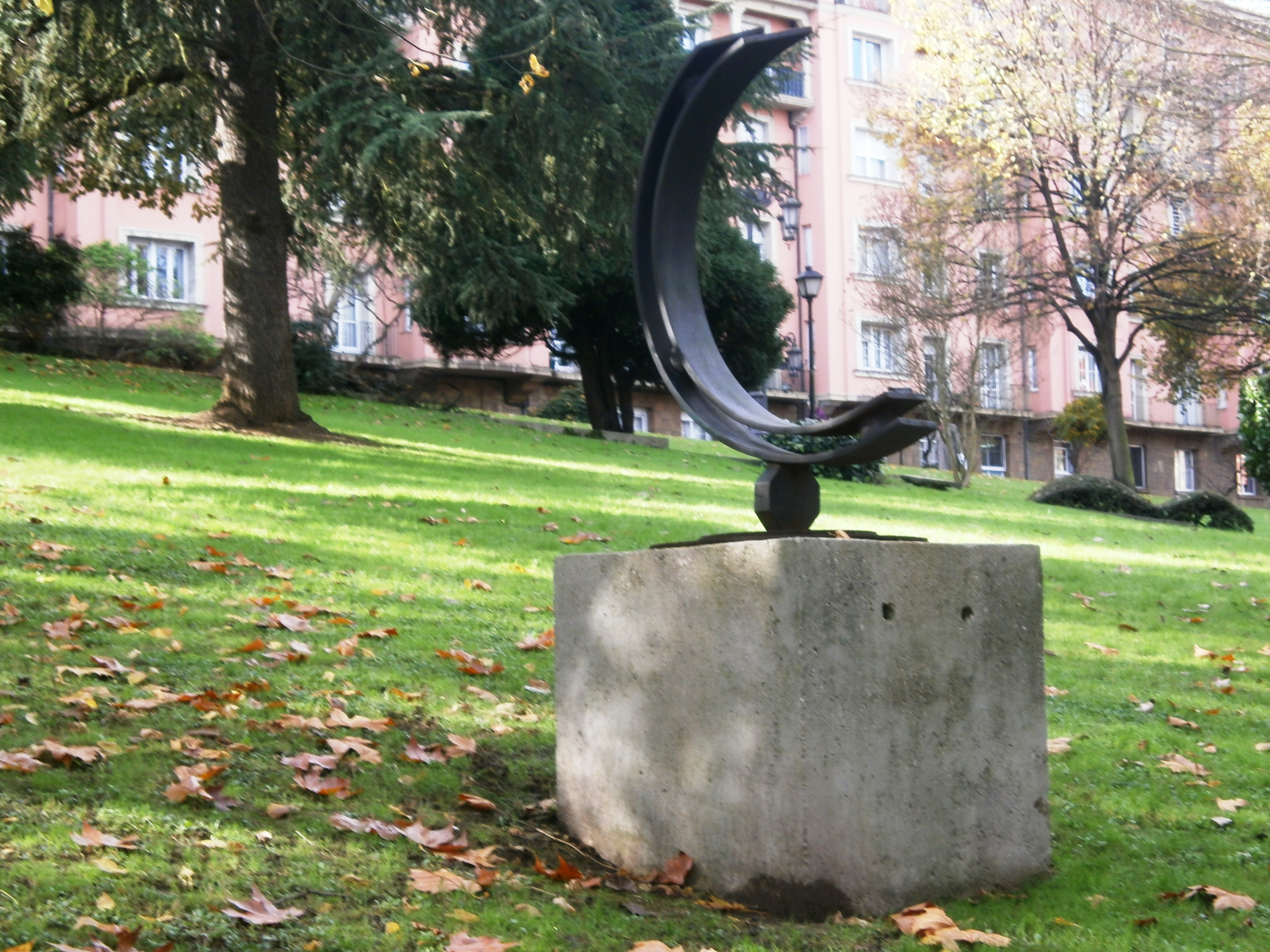
Vista de la escultura

La escultura urbana conocida por el nombre XX Trobada mundial de peñas barcelonistas, ubicada en el paseo Antonio García Oliveros, en la ciudad de Oviedo, Principado de Asturias, España, es una de las más de un centenar que adornan las calles de la mencionada ciudad española.
El paisaje urbano de esta ciudad,  se ve adornado por  obras escultóricas, generalmente monumentos conmemorativos dedicados a personajes de especial relevancia en un primer momento, y más puramente artísticas desde finales del siglo XX.
La escultura, hecha en hierro y colocada sobre pedestal de piedra en la que se distingue una placa conmemorativa, es obra de Rafael Rodríguez Urrusti, y está fechada en 1996.
Esta escultura parece ser un homenaje a la celebración de la XX Trobada mundial de peñas barcelonistas, que en el año 1996 tuvo lugar en Oviedo.
Estas «trobades» (del catalán, encuentros) mundiales de peñas barcelonistas tienen una larga historia, que tiene su origen en el año 1972, gracias a los esfuerzos de los primeros organizadores, el presidente del FC Barcelona de aquel momento,  Agustín Montal Galobart; el presidente de la peña azulgrana de Manresa, Josep Juncadella; el industrial manresano Ricard Andreu Puig, y el abad de Montserrat Cassià Maria Just i Riba. El lugar escogido para la primera «trobada» fue uno de los lugares más emblemáticos de Cataluña: Montserrat.